# 行田八幡神社

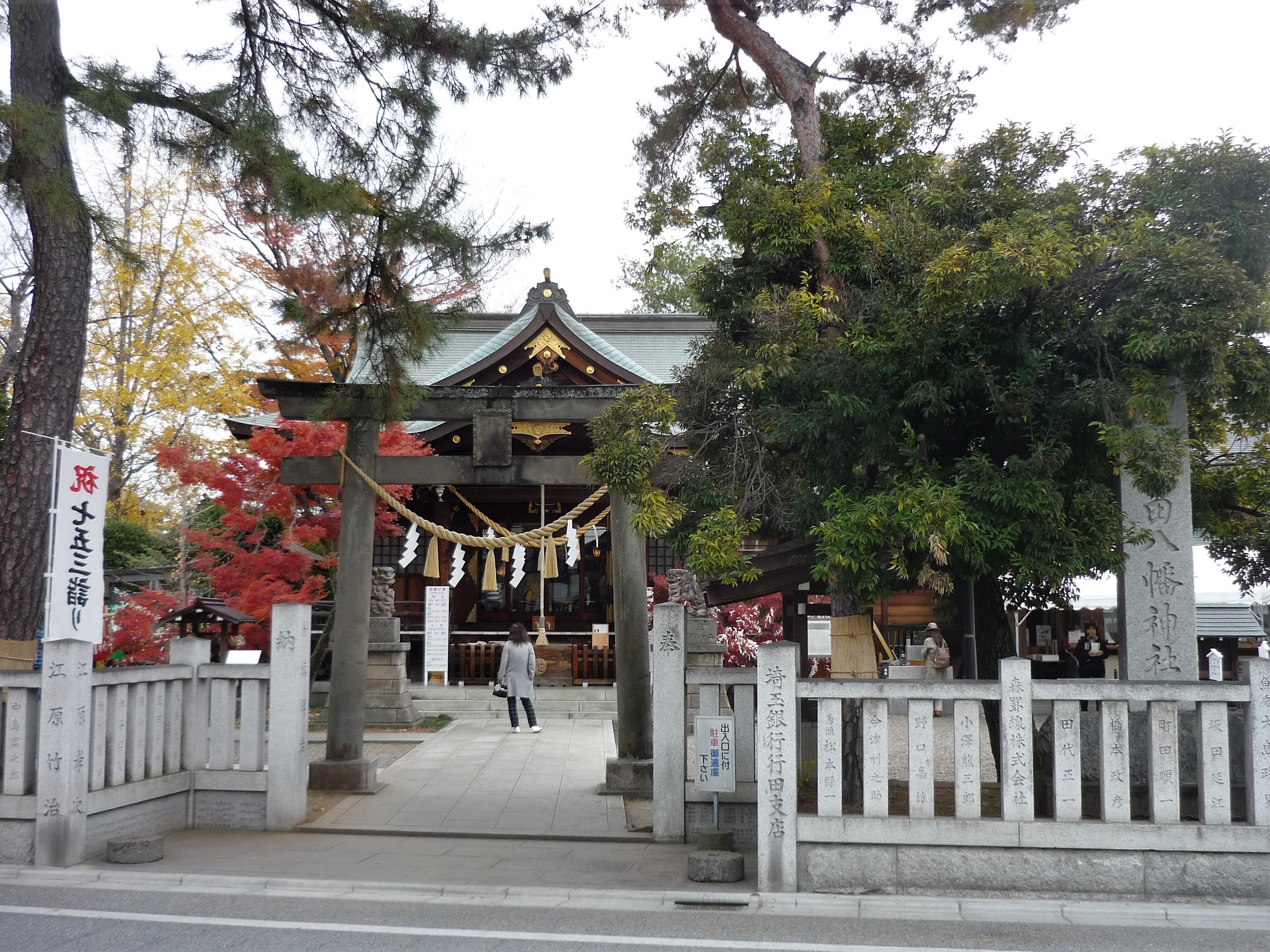
鳥居と拝殿

行田八幡神社（ぎょうだはちまんじんじゃ）は、埼玉県行田市行田にある神社。行田の総鎮守神社とされている。

## 歴史
元和・宝永・弘化の年間における行田町大火の際、再三の類焼の災禍に会い、旧記重宝等を焼失して創建の時期は不明である。口碑によると平安時代中期に源頼義・源義家が、奥州討伐のために滞陣した時に、戦勝を祈願して勧請されたと伝えられている。当初、佐間村田中に鎮座し、俗に田中(でんちゅう)八幡と称していた。天文年中に、現在の地に移した時、忍城主成田下総守長泰は深く崇敬して社殿を修補し城下総鎮守とした。これより、「城主八幡」また社殿の向きから、「西向き八幡」の名がある。江戸時代には、代々城主の尊崇篤く特に阿部忠秋は、八幡大神の御神像を奉献し、次いで阿部正識も自筆の額を献進した。
社殿の造営は、元和五年再営ののちに宝永年間に焼失、宝永四年に再建、宝永五年には幣殿・拝殿を再建している。弘化三年行田大火で社殿全焼した時、町全体が焼失し、氏子による社の再営が不可能となったため、祀職家が同年本殿を再建した。
現在の社殿は、皇紀二千六百五十年を記念して造営が進められ、平成元年十一月に竣功し、次いで平成十二年には参集殿が竣功した。

## 祭神
- 誉田別尊
- 気長足姫尊
- 比売大神
- 大物主神
- 神素盞鳴尊

## 摂末社
- 大国主神社 – 祭神大国主神

行田忍城下七福神の札所である
- 恵比寿神社 - 祭神事代主神
- 愛宕神社 - 祭神軻遇突智命
- 瘡守稲荷社 - 祭神瘡守稲荷社
- 目の神社 - 祭神味鋤高彦根命
- 三峯社 - 祭神伊弉諾命
- 水神社 - 祭神御井神･水波能売神･水分神
- なで桃 - 祭神意富加牟豆美命
- 八坂社 - 総町神輿(百貫神輿)を祀る